# Megantrop
Megantrop (Meganthropus) – nazwa nadana hominidowi, którego zęby i fragment szczęki odkryto w latach 1941 i 1952 w Sangiran (Jawa); stąd początkowo nazwano go Meganthropus paleojavanicus. W późniejszym okresie (1948, Swartkrans, RPA) odkryto kolejne szczątki, sklasyfikowane pod nazwą Meganthropus africanus. Niewielka liczba odkrytych skamieniałości utrudnia ich jednoznaczne zaklasyfikowanie. W publikacjach najczęściej spotyka się propozycje uznania megantropa za podgatunek Homo erectus, choć nierzadko przyrównuje się je do przedstawicieli rodzaju Australopithecus, Paranthropus lub Gigantopithecus.
Dotychczas znalezione skamieniałości oznaczono symbolami:
- Meganthropus A/Sangiran 6
- Meganthropus B/Sangiran 8
- Meganthropus C/Sangiran 33/BK 7905
- Meganthropus D
- Meganthropus I/Sangiran 27
- Meganthropus II/Sangiran 31
- Meganthropus III